# 해피 엔딩 (드라마)
《해피 엔딩》은 2012년 4월 23일부터 2012년 7월 16일까지 JTBC에서 방송되었던 월화 드라마이며 최민수 (김두수 역) 심혜진 (양선아 역)이 영화 결혼 이야기 이후 20년 만에 호흡을 맞췄는데 해당 드라마에 앞서 SBS 소풍가는 여자에서 호흡을 맞출 뻔 했지만 이런저런 사정으로 좌절됐다.
한편, 심혜진은 해당 드라마의 연출자 곽영범 PD의 전 연출작이었던 SBS 아내의 반란 캐스팅 물망에 한때 거론됐으나 스스로 포기했다.

## 줄거리
소통 없이 살아온 '콩가루' 가족이 시한부 선고를 받은 가장 김두수(최민수 역)를 위해 행복한 가족 만들기 프로젝트를 펼치는 과정을 담은 드라마 작품이다.

## 등장 인물
- 최민수 : 김두수 역 (아역 : 김주영)
- 심혜진 : 양선아 역
- 이승연 : 홍애란 역 (아역 : 김해림)
- 소유진 : 김금하 역
- 김소은 : 김은하 역
- 연준석 : 김동하 역
- 박정철 : 이태평 역
- 강타 : 구승재 역
- 소이현 : 박나영 역
- 하승리 : 박나리 역
- 최불암 : 김두수 부 역
- 인교진 : 이성훈 역
- 장다나 : 지민 역
- 유장영 : 영식 역
- 맹상훈 : 오국장 역
- 한미진 : 홍팀장 역
- 강동엽 : 최기자 역
- 진홍기 : 배기자 역
- 이한주 : 양기자 역
- 김민진 : 남기자 역
- 장영권
- 차주혁
- 유재동
- 정민지
- 박지연
- 류경수

## 시청률
| 2012년 | 2012년   | 2012년         |
| 회차   | 방송일   | AGB닐슨 시청률 |
| ------ | -------- | -------------- |
| 제1회  | 4월 23일 | 1.253%         |
| 제2회  | 4월 24일 | 1.339%         |
| 제3회  | 4월 30일 | 0.805%         |
| 제4회  | 5월 1일  | 1.108%         |
| 제5회  | 5월 7일  | 1.267%         |
| 제6회  | 5월 8일  | 1.102%         |
| 제7회  | 5월 14일 | 1.505%         |
| 제8회  | 5월 15일 | 1.510%         |
| 제9회  | 5월 21일 | 1.377%         |
| 제10회 | 5월 22일 | 1.668%         |
| 제11회 | 5월 28일 | 1.311%         |
| 제12회 | 5월 29일 | 1.215%         |
| 제13회 | 6월 4일  | 1.298%         |
| 제14회 | 6월 5일  | 1.346%         |
| 제15회 | 6월 11일 | 1.100%         |
| 제16회 | 6월 18일 | 1.142%         |
| 제17회 | 6월 19일 | 1.245%         |
| 제18회 | 6월 25일 | 1.378%         |
| 제19회 | 6월 26일 | 1.056%         |
| 제20회 | 7월 2일  | 1.582%         |
| 제21회 | 7월 3일  | 1.550%         |
| 제22회 | 7월 9일  | 1.297%         |
| 제23회 | 7월 10일 | 1.320%         |
| 제24회 | 7월 16일 | 1.175%         |